# Weekend Update
Weekend Update est un bulletin d'information humoristique et parodique qui fait partie de l'émission Saturday Night Live, diffusée chaque samedi soir sur le réseau de télévision américain NBC. Il est présenté par les humoristes Colin Jost et Michael Che.
Rubrique historique du Saturday Night Live, Weekend Update fait partie de l'émission depuis son lancement en 1975. Il est ainsi le sketch ayant la plus grande longévité au sein du Saturday Night Live.
En France, Alain Chabat et Chantal Lauby ont présenté une parodie de bulletin d'informations similaire dans Les Nuls L'émission sur Canal+, dénommée "L'édition", de 1990 à 1992.